# ×Aegilotriticum
×Aegilotriticum, hibridni biljni rod iz porodice trava. Hibridi su rodova ostika (Aegilops) i pšenica (Triticum) nastali na prirodni ili umjetni način.

## Vrste
- ×Aegilotriticum erebunii (Gandilyan) van Slageren Hibridna formula je Aegilops tauschii × Triticum urartu.[2]
- ×Aegilotriticum grenieri (K.Richt.) P.Fourn.; Aegilops triaristata × Triticum vulgare.[3]
- ×Aegilotriticum loretii (K.Richt.) P.Fourn.;  Aegilops triuncialis × Triticum aestivum.[4]
- ×Aegilotriticum rodetii (Trab.) van Slageren; Aegilops ventricosa × Triticum turgidum subsp. durum.[5]
- ×Aegilotriticum sancti-andreae (Degen) Soó;  Aegilops cylindrica × Triticum aestivum.[6]
- ×Aegilotriticum triticoides Aegilops geniculata × Triticum aestivum.[7]

## Sinonimi
- ×Aegilotrichum A.Camus
- ×Aegilotricum R.Wagner ex Tscherm.-Seys.